# En gång dö och sedan domen
En gång dö och sedan domen är en gammal psalm i fjorton verser av Emund Gripenhielm, tryckt 1694. Psalmen blev bearbetad 1816 till sju verser av Johan Olof Wallin och 1983 till sex verser av Britt G. Hallqvist.
Psalmen inleds 1695 med orden:
En gång döö och sedan domen
Är oss allom förelagt

## Publicerad som
- Nr 405 i 1695 års psalmbok under rubriken "Om Menniskiones Tilstånd efter Döden: Om then Yttersta Domen". Finns på Wikisource.
- Nr 499 i 1819 års psalmbok under rubriken "Med avseende på de yttersta tingen: Begravningspsalmer: Om de dödas uppståndelse och den yttersta domen".
- Nr 590 i 1937 års psalmbok under rubriken "Uppståndelsen, domen och det eviga livet".
- Nr 635 i Den svenska psalmboken 1986 under rubriken "Kristi återkomst".